# Kishida Toshiko

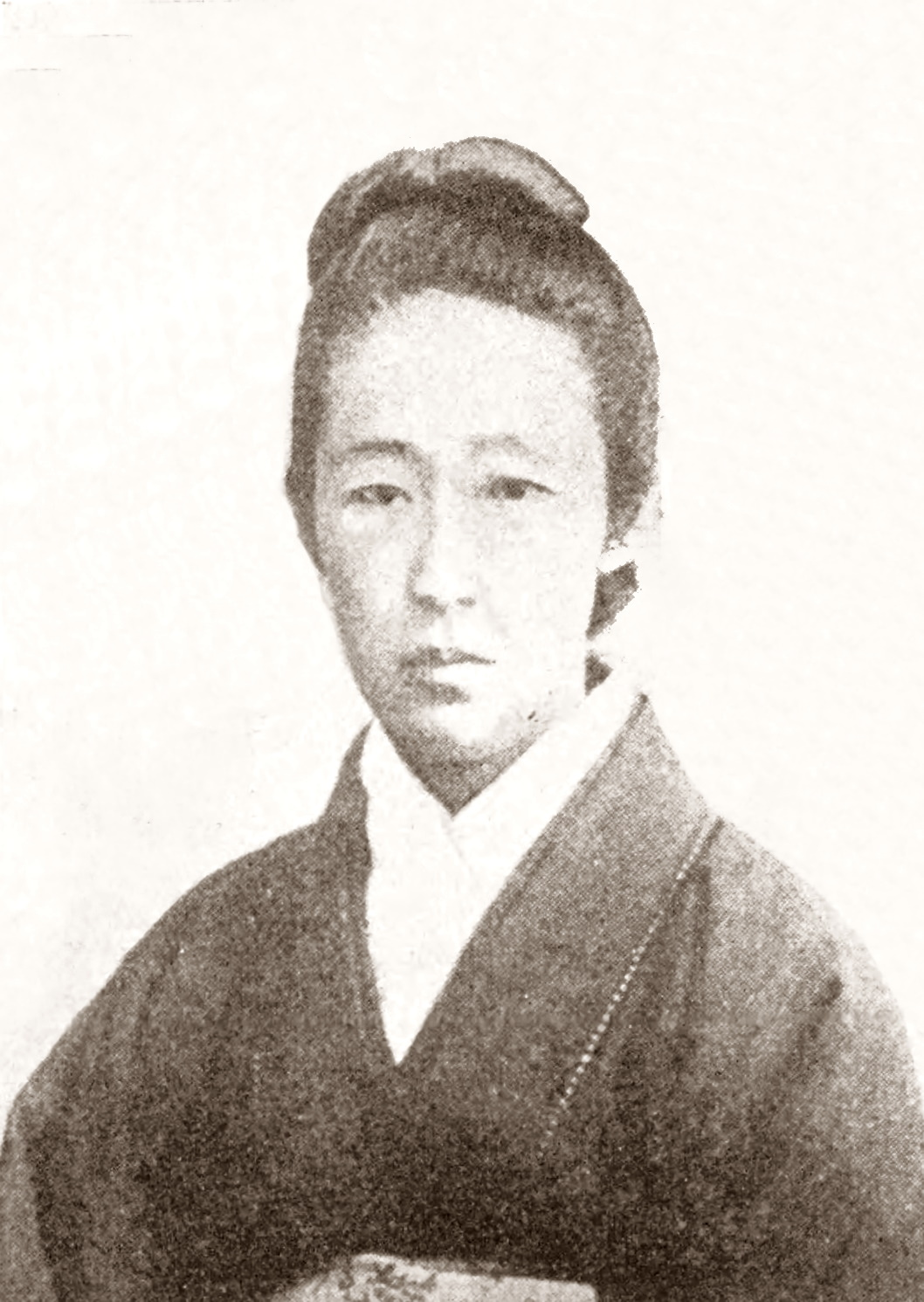
Toshiko Kishida

Kishida Toshiko (japanisch 岸田 俊子; * 14. Januar 1863 (traditionell: Man’en 1/12/4) in der Präfektur Kyōto; † 25. Mai 1901), später Nakajima Toshiko (中島 俊子), war eine der ersten japanischen Feministinnen. Ihr Schriftstellername war Shōen (湘煙).

## Leben
Kishida Toshiko wurde als Tochter der Second-Hand-Kleidungshändler Kishida Mohē (岸田 茂兵衛) und Taka (タカ) geboren.  Sie wuchs während der Meiji-Zeit (1868–1912) auf, einer Zeit der politischen Restauration des japanischen Kaisertums nach dem Untergang des Tokugawa-Shogunats, das von dessen Hauptstadt Edo aus, dem heutigen Tokio, Japan beherrschte. Die Westmächte, vor allen Dingen die USA, hatten durch die Entsendung von Kanonenbooten unter dem Kommando von Commodore Matthew C. Perry ab 1858 die Öffnung Japans für den internationalen Handel erzwungen und damit eine über 300 Jahre währende Abschottung Japans von der Außenwelt beendet. Im Zusammenhang mit den daraufhin einsetzenden tiefgehenden Umwälzungen der japanischen Gesellschaft bildete sich eine japanische Frauenbewegung unter dem Schlagwort „Frauenrechte von einst bis jetzt“. 
Kishida war die Tochter einer wohlhabenden Kaufmannsfamilie aus Kyōto und ihre Mutter verschaffte ihrer Tochter Toshiko die Bildung, die einem Mädchen jener Zeit in Japan überhaupt möglich war. Schon mit 9 Jahren bestand sie eine Schulprüfung, die für 15-jährige vorgesehen war. Zu ihrer Klugheit gesellte sich eine außergewöhnliche Schönheit. Das japanische Kaiserhaus berief sie mit 16 Jahren als literarische Ratgeberin von Kaiserin Haruko an den Hof nach Tokio. Doch bereits nach zwei Jahren gab sie ihre Stellung vorgeblich krankheitshalber auf, denn sie wollte nicht weiter in einem Palast dienen, der „ein Haus voll schöner Frauen, voll Langeweile und ein Symbol für die Ausbeutung von Frauen als Konkubinen - und eine Schandtat“ war.
Anschließend bereiste Kishida mit ihrer Mutter Japan und nahm jede Gelegenheit wahr, Aktivisten der japanischen Bürgerrechtsbewegung zu treffen und Frauen zu animieren, Diskussions- und Selbsthilfegruppen, sowie Literaturzirkel zu gründen.
Bereits im Alter von 20 Jahren war Kishida zu einer Persönlichkeit herangereift, die sich einen Ruf als eloquente Rednerin erworben hatte. 1884 heiratete Kishida den liberalen Politiker Nakajima Nobuyuki und das Paar konvertierte zum Christentum. Gegen Kishida gerichtete polizeiliche Maßnahmen und die Auflösung der Liberalen Partei 1884, deren stellvertretender Vorsitzender ihr Mann war, zwangen Kishida die Rednertätigkeit einzustellen und sich hauptsächlich journalistisch zu betätigen. Ab etwa 1885 schrieb Kishida vorwiegend in der christlichen Zeitschrift Jogaku zasshi. In ihren Beiträgen geißelte Kishida die Benachteiligung der Frauen im Bildungswesen und die männlich geprägten japanischen Konventionen, insbesondere die sexuelle Doppelmoral und das anhaltende Konkubinenwesen. 1887 wurden sie und ihr Ehemann aus Tokyo ausgewiesen und ließen sich in Yokohama nieder. Dort lehrte sie an der Ferris-Englisch-Japanisch-Mädchenschule (フェリス英和女学校, heute: Ferris-Frauenuniversität). 1890 kehrte das Paar nach Tokio zurück, nachdem ihr Mann in das japanische Unterhaus gewählt worden war. Sie engagierte sich dort in der 1886 gegründeten christlichen Kyōfūkai (engl. Tokyo Women’s Reform Society). Im Zeichen des zunehmenden Konservatismus in Japan verabschiedete der japanische Gesetzgeber 1890 den Artikel 5 des „Ordnungs- und Polizeigesetzes“ (治安警察法, chian-keisatsu-hō), der Frauen alle politischen Aktivitäten untersagte. 1892 wurde ihr Mann als Gesandter nach Italien berufen, beiden kehrten aber bereits nach einem Jahr aufgrund einer Lungentuberkulose-Infektion zurück. Ihre Erlebnisse dort beschrieb sie im Tagebuch Shōen Nikki (湘煙日記). Erst in der Taishō-Zeit (1912–1926) lebte die Frauenbewegung in Japan im Zusammenhang mit der von England ausgehenden Suffragettenbewegung wieder auf, doch Kishida Toshiko konnte den Erfolg ihrer Vorarbeit nicht mehr erleben, denn sie starb bereits im Alter von 38 Jahren an ihrer Krankheit.

## Feministisches Engagement
1884 schrieb Kishida Toshiko in der von ihr herausgegebenen feministischen Zeitschrift Die Fackel der Freiheit provokativ: „Wenn es wahr ist, dass Männer besser als Frauen sind, weil sie stärker sind, dann frage ich mich: warum sind unsere Sumo-Ringer nicht in der Regierung?“ Kishida Toshiko engagierte sich für die Menschenrechte von Geishas und Zwangsprostituierten, forderte den uneingeschränkten Zugang von Frauen zu den japanischen Bildungseinrichtungen und beklagte auf öffentlichen Plätzen die rechtliche Benachteiligung der Frauen.
Eine der provokantesten Auftritte Kishida Toshikos war ihre bei einem Kongress der Liberalen Partei in Otsu am 12. Oktober 1883 unter dem Titel Töchter in Käfigen (函入娘, hako iri musume) gehaltene Rede, die zu ihrer unverzüglichen Verhaftung führte, da sie diese Rede ohne vorherige Genehmigung durch die staatlichen Autoritäten gehalten hatte, eine gesetzliche Vorschrift des japanischen Versammlungsrechts von 1880, das Frauen verbot an politischen Aktionen teilzunehmen und Reden zu halten. Kishida bezeichnete in dieser Rede drei „Käfige“, in denen japanischen Mädchen gefangen gehalten wurden: die Einschließung im Haus der Familie, die Verpflichtung zu absolutem Gehorsam, die Beschränkung auf den klassischen Bildungskanon und dessen Verehrung der „weisen und heiligen Männer der Vergangenheit“. Diesem konservativen Entwurf stellte sie die Idee der gut ausgebildeten Frau und Mutter gegenüber, die selbstbewusst ihre Talente dem Fortschritt des modernen Japan zur Verfügung stellt.